# Lucien-Meyer Lévy
Lucien-Meyer Lévy, francoski general, * 1876, † 1943.